# Хонигбергер, Эрнст
Эрнст Хонигбергер (нем. Ernst Honigberger; 8 октября 1885, Брашов — 3 мая 1974, Баден-Вюртемберг) — немецкий художник.

## Биография
Родился в семье трансильванских саксов, внук кантора из Розенау. Окончив у себя на родине реальное училище, поступил в Берлинскую академию художеств в класс живописи Георга Коха, затем два года учился в Мюнхене у Морица Хаймана и ещё год там же у Карла фон Марра.
В Мюнхене ассистировал Р. М. Айхлеру в росписи фрески для одного из городских банков, затем во Франкфурте-на-Майне вместе с Вильгельмом Штайнхаузеном работал над церковными росписями. С началом Первой мировой войны ушёл на армейскую службу, воевал в Галиции, затем в Южном Тироле. По окончании войны обосновался в Берлине. Участвовал в выставках Берлинского сецессиона, Ноябрьской группы, коллективных выставках немецких художников в Стокгольме, Москве, Ленинграде, Будапеште, Батавии и др. Выступал также как художник-иллюстратор.
В 1943 г. дом Хонигбергера в Берлине был разбомблен, значительная часть его работ погибла. После этого художник вместе с женой, пианисткой Эрной Хонигбергер переселился в городок Вер, где в 1946 г. супруги открыли школу музыки и искусства.
Братья и сёстры:
- Хелена, в замужестве Грегер-Хонигбергер (Helene Greger-Honigberger; 1874—1956) — скрипачка и вокалистка, ученица Б. Дессау и Г. Холлендера (скрипка) и Зельмы Никласс-Кемпер (вокал), концертировала в Семиградье.
- Роза, в замужестве Хюбнер-Хонигбергер (Rosa Hübner-Honigberger; 1876—1960) — клавирный педагог в Кронштадте.
- Эмиль (Emil Honigberger; 1881—1953) — композитор, органист и хоровой дирижёр в Семиградье, ученик Ханса Пфицнера, Павла Луценко, Вильгельма Клатте и др.
- Зельма, в замужестве Эрлер-Хонигбергер (Selma Erler-Honigberger; 1888—1958) — пианистка, ученица Иштвана Томана, Артура Шнабеля и Эдвина Фишера.

Дочь Хонигбергеров, Эрда Форверк-Хонигбергер (нем. Erda Vorwerk-Honigberger; 1917—2009) — пианистка и музыкальный педагог.